# Jaume Pujiula i Dilmé
Jaume Pujiula i Dilmé (Besalú, Garrotxa, 22 d'agost de 1869 - Barcelona, 15 de desembre de 1958) fou un jesuïta i biòleg català que va dedicar la seva vida a la recerca de la citologia, histologia i embriologia.

## Biografia
De família humil, va començar treballant en una fàbrica de llumins i després de residir en el seminari d'aquesta ciutat, va ingressar en 1887 en la Companyia de Jesús. Sis anys més tard va viatjar a Alemanya per estudiar filosofia i ciències naturals. En tornar va ser destinat al Col·legi de Sant Josep de València, on va ser professor d'història natural fins a 1901. Va viatjar a les universitats d'Innsbruck, Trieste i l'Institut Embriològic de Viena per completar els seus estudis en biologia, i després del seu retorn a Espanya, el 1910, va crear el Laboratori Biològic de l'Ebre, on va ocupar el càrrec de director. Ha estat membre de la Reial Acadèmia de Medicina de Barcelona i director de l'Institut Biològic de Sarrià. A més de ser autor de diversos llibres, ha publicat nombrosos treballs en revistes científiques.
Entre 1925 i 1928 va ser president de la Institució Catalana d'Història Natural, també fou membre de la Real Sociedad Española de Ciencias Naturales, i de la Societat Mèdico-Farmacèutica dels Sants Cosme i Damià. El 1940 va fou elegit acadèmic de la Reial Acadèmia de Ciències Exactes, Físiques i Naturals, en la que va ingressar el 1941 amb el discurs El valor de los mecanismos en la ontogénesis.

## Obres
- Pujiula, Jaime. Elementos de embriología del hombre y demás vertebrados.  Clipmedia Edicions, 2007. ISBN 978-84-612-1081-7.
- —. El médico ante los derechos del no nacido.  Editorial Casals, 1960. ISBN 978-84-218-0052-2.
- —. Manual completo de Biología moderna.  Editorial Casals, 1960. ISBN 978-84-218-0026-3.
- —. Citología. Parte práctica.  Editorial Casals, 1957. ISBN 978-84-218-0054-6.
- —. Citología. Parte teórica.  Editorial Casals, 1954. ISBN 978-84-218-0055-3.
- —. La Naturaleza, maestra del hombre.  Editorial Casals, 1948. ISBN 978-84-218-0029-4.
- —. Embriología.  Bailly Bailliere, 1941. ISBN 978-84-7027-034-5.
- —. Histología, Fisiología y anatomía microscópica humana y animal.  Editorial Casals, 1936. ISBN 978-84-218-0053-9.
- —. Trayectorias embriológicas.  Editorial Casals, 1930. ISBN 978-84-218-0051-5.